# Danh sách thành viên Hội đồng Bảo an Liên Hợp Quốc

Bản đồ cho biết số lần các quốc gia được bầu làm thành viên Hội đồng Bảo an Liên Hợp Quốc.
Thành viên thường trực
18 lần
16 lần
12 lần
10 lần
9 lần
8 lần
7 lần
6 lần
5 lần
4 lần
3 lần
2 lần
1 lần
0 lần

Bên cạnh các thành viên thường trực gồm Cộng hòa Nhân dân Trung Hoa (trước là Trung Hoa Dân Quốc (Đài Loan)), Cộng hòa Pháp, Liên bang Nga (trước là Liên Xô), Vương quốc Liên hiệp Anh và Bắc Ireland và Hợp chúng quốc Hoa Kỳ, Hội đồng Bảo an Liên Hợp Quốc còn có các thành viên không thường trực, bầu theo năm hoặc theo nhiệm kỳ.
Từ năm 1966, các thành viên không thường trực phân bổ cho các khu vực và nhóm quốc gia như sau:
- Châu Á: 2
- Châu Phi: 3
- Mỹ Latin và vùng Caribe: 2
- Đông Âu: 2
- Tây Âu và các nhóm khác: 2 (ít nhất phải có 1 quốc gia thuộc Tây Âu)
- Khối Ả Rập: 1 (có thể thuộc châu Phi hay châu Á)

## Danh sách thành viên thường trực
Hội đồng có 5 thành viên thường trực:
| Quốc gia   | Đại diện hiện tại        | Nhà nước đại diện hiện tại                         | Nhà nước đại diện cũ            |
| ---------- | ------------------------ | -------------------------------------------------- | ------------------------------- |
| Trung Quốc | Lưu Kết Nhất (2013)      | Cộng hòa Nhân dân Trung Hoa (1971-nay)             | Trung Hoa Dân Quốc (1946–1971)  |
| Pháp       | François Delattre (2014) | Cộng hòa Pháp (1958-nay)                           | Đệ Tứ Cộng hòa Pháp (1946–1958) |
| Nga        | Vitaly Churkin (2006)    | Liên bang Nga (1992-nay)                           | Liên Xô (1946–1991)             |
| Anh Quốc   | Matthew Rycroft (2015)   | Vương quốc Liên hiệp Anh và Bắc Ireland (1946-nay) |                                 |
| Hoa Kỳ     | Samantha Power (2013)    | Hợp chúng quốc Hoa Kỳ (1946-nay)                   |                                 |

## Danh sách các thành viên không thường trực
| Năm  | Khối Châu Phi                      | Khối Châu Phi    | Khối Châu Phi | Khối Châu Á-Thái Bình Dương              | Khối Châu Á-Thái Bình Dương | Khối Mỹ Latin và Caribbean (GRULAC) | Khối Mỹ Latin và Caribbean (GRULAC) | Khối Tây Âu và còn lại | Khối Tây Âu và còn lại | Khối Đông Âu           |
| ---- | ---------------------------------- | ---------------- | ------------- | ---------------------------------------- | --------------------------- | ----------------------------------- | ----------------------------------- | ---------------------- | ---------------------- | ---------------------- |
| Năm  | * Các quốc gia đại diện Khối Ả Rập |                  |               |                                          |                             | Khối Mỹ Latin và Caribbean (GRULAC) | Khối Mỹ Latin và Caribbean (GRULAC) | Khối Tây Âu và còn lại | Khối Tây Âu và còn lại | Khối Đông Âu           |
| 1966 | · Mali                             | · Nigeria        | · Uganda      | · Nhật Bản                               | · Jordan*                   | · Argentina                         | · Uruguay                           | · Hà Lan               | · New Zealand          | · Bulgaria             |
| 1967 | · Mali                             | · Nigeria        | · Ethiopia    | · Nhật Bản                               | · Ấn Độ                     | · Argentina                         | · Brasil                            | · Canada               | · Đan Mạch             | · Bulgaria             |
| 1968 | · Algérie *                        | · Sénégal        | · Ethiopia    | · Pakistan                               | · Ấn Độ                     | · Paraguay                          | · Brasil                            | · Canada               | · Đan Mạch             | · Hungary              |
| 1969 | · Algérie *                        | · Sénégal        | · Zambia      | · Pakistan                               | · Nepal                     | · Paraguay                          | · Colombia                          | · Phần Lan             | · Tây Ban Nha          | · Hungary              |
| 1970 | · Burundi                          | · Sierra Leone   | · Zambia      | · Syria *                                | · Nepal                     | · Nicaragua                         | · Colombia                          | · Phần Lan             | · Tây Ban Nha          | · Ba Lan               |
| 1971 | · Burundi                          | · Sierra Leone   | · Somalia     | · Syria *                                | · Nhật Bản                  | · Nicaragua                         | · Argentina                         | · Bỉ                   | · Ý                    | · Ba Lan               |
| 1972 | · Guinée                           | · Sudan *        | · Somalia     | · Ấn Độ                                  | · Nhật Bản                  | · Panama                            | · Argentina                         | · Bỉ                   | · Ý                    | · Nam Tư               |
| 1973 | · Guinée                           | · Sudan *        | · Kenya       | · Ấn Độ                                  | · Indonesia                 | · Panama                            | · Perú                              | · Úc                   | · Áo                   | · Nam Tư               |
| 1974 | · Cameroon                         | · Mauritanie     | · Kenya       | · Iraq *                                 | · Indonesia                 | · Costa Rica                        | · Perú                              | · Úc                   | · Áo                   | · Byelorussia          |
| 1975 | · Cameroon                         | · Mauritanie     | · Tanzania    | · Iraq *                                 | · Nhật Bản                  | · Costa Rica                        | · Guyana                            | · Ý                    | · Thụy Điển            | · Byelorussia          |
| 1976 | · Bénin                            | · Libya *        | · Tanzania    | · Pakistan                               | · Nhật Bản                  | · Panama                            | · Guyana                            | · Ý                    | · Thụy Điển            | · România              |
| 1977 | · Bénin                            | · Libya *        | · Mauritius   | · Pakistan                               | · Ấn Độ                     | · Panama                            | · Venezuela                         | · Canada               | · Tây Đức              | · România              |
| 1978 | · Gabon                            | · Nigeria        | · Mauritius   | · Kuwait *                               | · Ấn Độ                     | · Bolivia                           | · Venezuela                         | · Canada               | · Tây Đức              | · Tiệp Khắc            |
| 1979 | · Gabon                            | · Nigeria        | · Zambia      | · Kuwait *                               | · Bangladesh                | · Bolivia                           | · Jamaica                           | · Na Uy                | · Bồ Đào Nha           | · Tiệp Khắc            |
| 1980 | · Niger                            | · Tunisia *      | · Zambia      | · Philippines                            | · Bangladesh                | · México                            | · Jamaica                           | · Na Uy                | · Bồ Đào Nha           | · Đông Đức             |
| 1981 | · Niger                            | · Tunisia *      | · Uganda      | · Philippines                            | · Nhật Bản                  | · México                            | · Panama                            | · Ireland              | · Tây Ban Nha          | · Đông Đức             |
| 1982 | · Togo                             | · Zaire          | · Uganda      | · Jordan *                               | · Nhật Bản                  | · Guyana                            | · Panama                            | · Ireland              | · Tây Ban Nha          | · Ba Lan               |
| 1983 | · Togo                             | · Zaire          | · Zimbabwe    | · Jordan *                               | · Pakistan                  | · Guyana                            | · Nicaragua                         | · Malta                | · Hà Lan               | · Ba Lan               |
| 1984 | · Burkina Faso                     | · Ai Cập *       | · Zimbabwe    | · Ấn Độ                                  | · Pakistan                  | · Perú                              | · Nicaragua                         | · Malta                | · Hà Lan               | · Ukraine              |
| 1985 | · Burkina Faso                     | · Ai Cập *       | · Madagascar  | · Ấn Độ                                  | · Thái Lan                  | · Perú                              | · Trinidad và Tobago                | · Úc                   | · Đan Mạch             | · Ukraine              |
| 1986 | · Congo                            | · Ghana          | · Madagascar  | · Các Tiểu vương quốc Ả Rập Thống nhất * | · Thái Lan                  | · Venezuela                         | · Trinidad và Tobago                | · Úc                   | · Đan Mạch             | · Bulgaria             |
| 1987 | · Congo                            | · Ghana          | · Zambia      | · Các Tiểu vương quốc Ả Rập Thống nhất * | · Nhật Bản                  | · Venezuela                         | · Argentina                         | · Tây Đức              | · Ý                    | · Bulgaria             |
| 1988 | · Algérie *                        | · Sénégal        | · Zambia      | · Nepal                                  | · Nhật Bản                  | · Brasil                            | · Argentina                         | · Tây Đức              | · Ý                    | · Nam Tư               |
| 1989 | · Algérie *                        | · Sénégal        | · Ethiopia    | · Nepal                                  | · Malaysia                  | · Brasil                            | · Colombia                          | · Canada               | · Phần Lan             | · Nam Tư               |
| 1990 | · Bờ Biển Ngà                      | · Zaire          | · Ethiopia    | · Yemen *                                | · Malaysia                  | · Cuba                              | · Colombia                          | · Canada               | · Phần Lan             | · România              |
| 1991 | · Bờ Biển Ngà                      | · Zaire          | · Zimbabwe    | · Yemen *                                | · Ấn Độ                     | · Cuba                              | · Ecuador                           | · Áo                   | · Bỉ                   | · România              |
| 1992 | · Cabo Verde                       | · Maroc *        | · Zimbabwe    | · Nhật Bản                               | · Ấn Độ                     | · Venezuela                         | · Ecuador                           | · Áo                   | · Bỉ                   | · Hungary              |
| 1993 | · Cabo Verde                       | · Maroc *        | · Djibouti    | · Nhật Bản                               | · Pakistan                  | · Venezuela                         | · Brasil                            | · New Zealand          | · Tây Ban Nha          | · Hungary              |
| 1994 | · Nigeria                          | · Rwanda         | · Djibouti    | · Oman *                                 | · Pakistan                  | · Argentina                         | · Brasil                            | · New Zealand          | · Tây Ban Nha          | · Cộng hòa Séc         |
| 1995 | · Nigeria                          | · Rwanda         | · Botswana    | · Oman *                                 | · Indonesia                 | · Argentina                         | · Honduras                          | · Đức                  | · Ý                    | · Cộng hòa Séc         |
| 1996 | · Ai Cập *                         | · Guiné-Bissau   | · Botswana    | · Hàn Quốc                               | · Indonesia                 | · Chile                             | · Honduras                          | · Đức                  | · Ý                    | · Ba Lan               |
| 1997 | · Ai Cập *                         | · Guiné-Bissau   | · Kenya       | · Hàn Quốc                               | · Nhật Bản                  | · Chile                             | · Costa Rica                        | · Bồ Đào Nha           | · Thụy Điển            | · Ba Lan               |
| 1998 | · Gabon                            | · Gambia         | · Kenya       | · Bahrain *                              | · Nhật Bản                  | · Brasil                            | · Costa Rica                        | · Bồ Đào Nha           | · Thụy Điển            | · Slovenia             |
| 1999 | · Gabon                            | · Gambia         | · Namibia     | · Bahrain *                              | · Malaysia                  | · Brasil                            | · Argentina                         | · Canada               | · Hà Lan               | · Slovenia             |
| 2000 | · Mali                             | · Tunisia *      | · Namibia     | · Bangladesh                             | · Malaysia                  | · Jamaica                           | · Argentina                         | · Canada               | · Hà Lan               | · Ukraina              |
| 2001 | · Mali                             | · Tunisia *      | · Mauritius   | · Bangladesh                             | · Singapore                 | · Jamaica                           | · Colombia                          | · Ireland              | · Na Uy                | · Ukraina              |
| 2002 | · Cameroon                         | · Guinée         | · Mauritius   | · Syria *                                | · Singapore                 | · México                            | · Colombia                          | · Ireland              | · Na Uy                | · Bulgaria             |
| 2003 | · Cameroon                         | · Guinée         | · Angola      | · Syria *                                | · Pakistan                  | · México                            | · Chile                             | · Đức                  | · Tây Ban Nha          | · Bulgaria             |
| 2004 | · Algérie *                        | · Bénin          | · Angola      | · Philippines                            | · Pakistan                  | · Brasil                            | · Chile                             | · Đức                  | · Tây Ban Nha          | · România              |
| 2005 | · Algérie *                        | · Bénin          | · Tanzania    | · Philippines                            | · Nhật Bản                  | · Brasil                            | · Argentina                         | · Đan Mạch             | · Hy Lạp               | · România              |
| 2006 | · Ghana                            | · Cộng hòa Congo | · Tanzania    | · Qatar *                                | · Nhật Bản                  | · Perú                              | · Argentina                         | · Đan Mạch             | · Hy Lạp               | · Slovakia             |
| 2007 | · Ghana                            | · Cộng hòa Congo | · Nam Phi     | · Qatar *                                | · Indonesia                 | · Perú                              | · Panama                            | · Bỉ                   | · Ý                    | · Slovakia             |
| 2008 | · Burkina Faso                     | · Libya *        | · Nam Phi     | · Việt Nam                               | · Indonesia                 | · Costa Rica                        | · Panama                            | · Bỉ                   | · Ý                    | · Croatia              |
| 2009 | · Burkina Faso                     | · Libya *        | · Uganda      | · Việt Nam                               | · Nhật Bản                  | · Costa Rica                        | · México                            | · Áo                   | · Thổ Nhĩ Kỳ           | · Croatia              |
| 2010 | · Gabon                            | · Nigeria        | · Uganda      | · Liban *                                | · Nhật Bản                  | · Brasil                            | · México                            | · Áo                   | · Thổ Nhĩ Kỳ           | · Bosna và Hercegovina |
| 2011 | · Gabon                            | · Nigeria        | · Nam Phi     | · Liban *                                | · Ấn Độ                     | · Brasil                            | · Colombia                          | · Đức                  | · Bồ Đào Nha           | · Bosna và Hercegovina |
| 2012 | · Maroc *                          | · Togo           | · Nam Phi     | · Pakistan                               | · Ấn Độ                     | · Guatemala                         | · Colombia                          | · Đức                  | · Bồ Đào Nha           | · Azerbaijan           |
| 2013 | · Maroc *                          | · Togo           | · Rwanda      | · Pakistan                               | · Hàn Quốc                  | · Guatemala                         | · Argentina                         | · Úc                   | · Luxembourg           | · Azerbaijan           |
| 2014 | · Tchad                            | · Nigeria        | · Rwanda      | · Jordan *                               | · Hàn Quốc                  | · Chile                             | · Argentina                         | · Úc                   | · Luxembourg           | · Litva                |
| 2015 | · Tchad                            | · Nigeria        | · Angola      | · Jordan *                               | · Malaysia                  | · Chile                             | · Venezuela                         | · New Zealand          | · Tây Ban Nha          | · Litva                |
| 2016 | · Ai Cập *                         | · Sénégal        | · Angola      | · Nhật Bản                               | · Malaysia                  | · Uruguay                           | · Venezuela                         | · New Zealand          | · Tây Ban Nha          | · Ukraina              |
| 2017 | · Ai Cập *                         | · Sénégal        | · Ethiopia    | · Nhật Bản                               | · Kazakhstan                | · Uruguay                           | · Bolivia                           | · Ý                    | · Thụy Điển            | · Ukraina              |
| 2018 | · Guinea Xích Đạo                  | · Côte d'Ivoire  | · Ethiopia    | · Kuwait                                 | · Kazakhstan                | · Perú                              | · Bolivia                           | · Hà Lan               | · Thụy Điển            | · Ba Lan               |
| 2019 | · Guinea Xích Đạo                  | · Côte d'Ivoire  | · Nam Phi     | · Kuwait                                 | · Indonesia                 | · Perú                              | · Cộng hòa Dominica                 | · Đức                  | · Bỉ                   | · Ba Lan               |
| 2020 | · Niger                            | · Tunisia*       | · Nam Phi     | · Việt Nam                               | · Indonesia                 | · Saint Vincent và Grenadines       | · Cộng hòa Dominica                 | · Đức                  | · Bỉ                   | · Estonia              |
| 2021 | · Niger                            | · Tunisia*       | · Kenya       | · Việt Nam                               | · Ấn Độ                     | · Saint Vincent và Grenadines       | · México                            | · Na Uy                | · Ireland              | · Estonia              |
| 2022 |                                    |                  | · Kenya       |                                          | · Ấn Độ                     |                                     | · México                            | · Na Uy                | · Ireland              |                        |

## Danh sách thành viên không thường trực trước 1966
| Năm  | Ghế Mỹ Latin | Ghế Mỹ Latin | Ghế Khối thịnh vượng | Ghế Đông Âu & Châu Á | Ghế Trung Đông              | Ghế Tây Âu  |
| ---- | ------------ | ------------ | -------------------- | -------------------- | --------------------------- | ----------- |
| 1946 | · Brasil     | · México     | · Úc                 | · Ba Lan             | · Ai Cập                    | · Hà Lan    |
| 1947 | · Brasil     | · Colombia   | · Úc                 | · Ba Lan             | · Syria                     | · Bỉ        |
| 1948 | · Argentina  | · Colombia   | · Canada             | · Ukraine            | · Syria                     | · Bỉ        |
| 1949 | · Argentina  | · Cuba       | · Canada             | · Ukraine            | · Ai Cập                    | · Na Uy     |
| 1950 | · Ecuador    | · Cuba       | · Ấn Độ              | · Nam Tư             | · Ai Cập                    | · Na Uy     |
| 1951 | · Ecuador    | · Brasil     | · Ấn Độ              | · Nam Tư             | · Thổ Nhĩ Kỳ                | · Hà Lan    |
| 1952 | · Chile      | · Brasil     | · Pakistan           | · Hy Lạp             | · Thổ Nhĩ Kỳ                | · Hà Lan    |
| 1953 | · Chile      | · Colombia   | · Pakistan           | · Hy Lạp             | · Liban                     | · Đan Mạch  |
| 1954 | · Brasil     | · Colombia   | · New Zealand        | · Thổ Nhĩ Kỳ         | · Liban                     | · Đan Mạch  |
| 1955 | · Brasil     | · Perú       | · New Zealand        | · Thổ Nhĩ Kỳ         | · Iran                      | · Bỉ        |
| 1956 | · Cuba       | · Perú       | · Úc                 | · Nam Tư             | · Iran                      | · Bỉ        |
| 1957 | · Cuba       | · Colombia   | · Úc                 | · Philippines        | · Iraq                      | · Thụy Điển |
| 1958 | · Panama     | · Colombia   | · Canada             | · Nhật Bản           | · Iraq                      | · Thụy Điển |
| 1959 | · Panama     | · Argentina  | · Canada             | · Nhật Bản           | · Tunisia                   | · Ý         |
| 1960 | · Ecuador    | · Argentina  | · Ceylon             | · Ba Lan             | · Tunisia                   | · Ý         |
| 1961 | · Ecuador    | · Chile      | · Ceylon             | · Thổ Nhĩ Kỳ         | · Cộng hòa Ả Rập Thống nhất | · Liberia   |
| 1962 | · Venezuela  | · Chile      | · Ghana              | · România            | · Cộng hòa Ả Rập Thống nhất | · Ireland   |
| 1963 | · Venezuela  | · Brasil     | · Ghana              | · Philippines        | · Maroc                     | · Na Uy     |
| 1964 | · Bolivia    | · Brasil     | · Bờ Biển Ngà        | · Tiệp Khắc          | · Maroc                     | · Na Uy     |
| 1965 | · Bolivia    | · Uruguay    | · Bờ Biển Ngà        | · Malaysia           | · Jordan                    | · Hà Lan    |